# Kraljica iz Sabe obišče Salomona
Kraljica iz Sabe obišče kralja Salomona, znana tudi kot Salomon in kraljica iz Sabe , je slika flamskega slikarja Lucasa de Heereja. Datirana v leto 1559 vsebuje sodobno interpretacijo znane svetopisemske zgodbe o obisku kraljice Sabe pri kralju Salomonu (1 Kr 10,1-13 in 2 Krn 9,1-12). Na sliki napisano spodaj desno: »Lvcas Derys inv. Fecit 1559«.

## Zgodovina
Lucas de Heere je naslikal kraljico iz Sabe na obisku pri kralju Salomonu leta 1559. Za kor stolnice sv. Bava v Gentu. Naročil jo je kancler Viglius van Aytta ob praznovanju triindvajsetega kapitlja Reda zlatega runa, ki ga je kot veliki mojster vodil kralj Filip II. Španski. Kompozicijo je nato za vitraj priredil Wouter Crabeth v Sint Janskerk v kraju Gauda. Izvirnik je od takrat ohranjen in situ v koru stolnice sv. Bava.

## Izvedba
Primerjava Filipa II. Španskega s svetopisemskim likom Salomona je bila pogosta tema v letih pred njegovo vladavino in v zgodnjih letih. Ker so na njegovega očeta Karla V. gledali kot na bolj bojevitega Davida, so na Filipa gledali kot na bolj zmernega Salomona, ki je spregledal svoje hudo malikovanje in umoril svojega polbrata Adonija   v upanju, da bo previden pri uresničevanju določene mere verskega strpnosti. V svojem strastnem govoru za mirno spravo s protestantizmom pred angleškim parlamentom leta 1534 je reformistično naravnani katoliški škof Reginald Pole dejal, da umirjanje verskih sporov v krščanstvu ni določeno temu cesarju, temveč njegovemu sinu.
Po uničujočem požaru v cerkvi Sint Janskerk v sosednjem kraju Gouda leta 1552 je Filip med prvimi podaril vitraj za obnovo, kot je to storil v Sv. Bavu ob očetovi abdikaciji. Takšne donacije Habsburžanov so bile izraz pobožnosti in izjava moči. Kraljevo okno iz leta 1557 Dirka Crabeta v severnem transeptu je visoko 20 metrov. Zgornji del prikazuje Salomonovo posvetitev templja. Dve leti pred sliko je Salomon paradiral kot svetopisemski predhodnik Filipa, ki podeduje Salomonove dobre lastnosti in sposobnosti. Viglius van Aytta je bil posrednik med Brusljem in Goudo pri preurejanju Sint Janskerk.

## Opis
Na sliki je Salomon, vladar takrat še združene Izraelske kraljevine, spet predstavljen z značilnostmi Filipa II.: s črnimi lasmi, brado, visečo ustnico in izrazito brado. Njegova oblačila, vključno z lovorovo krono, se precej ujemajo z oblačili rimskega cesarja, skladno z rimskim templjem, upodobljenim v ozadju njegove palače  Prestol ne dvomi o namenu slike, saj gre za znameniti Salomonov prestol iz zlata in slonovine, z dvema levoma ob naslonjalih za roke in šestimi stopnicami (1 Kr 10,19 in 2 Krn 9,18).
Tuja kraljica iz Sabe je v spremstvu zaupanja vrednega spremstva prišla v Jeruzalem na obisk k Salomonu, za čigar modrost je slišala hvalo. Kraljica mu je postavila določeno število vprašanj, na katera ji odgovori modro. In rekla je kralju: »Resnično poročilo sem slišala v svoji deželi o tvojih dejanjih in modrosti ... Blagoslovljen Gospod, Bog tvoj, ki te je navdušil, da te je postavil na prestol Izraelov; GOSPOD je ljubil Izraela za vedno, zato vas je postavil za kralja, da sodite in pravite«.
V subtilni alegoriji kot njegova prva žena Marija I. Angleška predstavlja Nizozemske dežele, ki torej pripadajo španski kroni, ki kralju dajejo na razpolago svoje bogastvo v zameno za pravično in modro vladavino slednjega. Kraljica iz Sabe je visoka, rdečelasa, tako kot protestantska kraljica Elizabeta, ki je pred kratkim stopila na angleški prestol ob smrti svoje sestre Marije.
Priznani pravnik, erazemski humanist in zagovornik verskega miru, je bil Viglius van Aytta, pomemben član notranjega sveta nizozemske regentke Margarete Parmske v Mechelenu, čeprav ga je sama Margareta sumila tajnega nekonformizma. Pomembno je tudi, da je Viglius upodobljen kot vojak, ki obkroža kralja skupaj z modrimi svetniki na skrajni levi strani kompozicije, kar simbolizira pakt, podpisan s španskim kraljem ob Joyeuse Entrée ('svečani kraljevski vstop', prvi uradni mirni obisk vladajočega monarha, princa, vojvode ali guvernerja v mestu, predvsem v vojvodstvu Brabant ali grofiji Flandrija) v Brabant. Grb vitezov zlatega runa se še vedno pojavlja nad kornimi klopmi.
Latinsko besedilo od zgoraj do spodaj na okvirju slike poudarja vzporednico med Filipom II. in svetopisemskim kraljem in napoveduje uporabo Salomonovega modela v El Escorialu: COLLE SIONA SOLI VENIENS NICAULO SABÆI, SPEM SUPER ET FAMAM GRANDIA MIROR AIT , ALTER ITEM SALOMON, PIA REGUM GEMMA PHILIPPUS, UT FORIS HIC SOPHIÆ MIRA THEATRA DEDIT. (Ko je prišla s hriba Nikavlus iz dežele Saba v Sion, je rekla: »Videla sem stvari veliko večje, kot sem pričakovala in so mi povedali«.). Na enak način je drugi Salomon, Filip, pobožni dragulj med kralji, dal tu in drugod neverjetne primere svoje modrosti, kot je izjavil umetnik sam.

## Ocena
Zgodovinar Frances Yates je naredil primerjavo s Holbeinovo upodobitvijo Henrika VIII. Angleškega kot Salomona. Belgijski umetnostni zgodovinar Alphonse-Jules Wauters je dejal: »Če bi o tem umetniku sodili izključno po njegovi sliki v sv. Bavu, Salomon in kraljica iz Sabe (1559), bi morali o njegovem talentu oblikovati ravnodušno predstavo«.
Od 23. marca 2018 je bilo delo tri mesece na ogled na razstavi Poziv k pravičnosti v muzeju Hof van Busleyden.
Nekoliko kasnejšo sliko Družina Henrika VIII: Alegorija nasledstva Tudorjev pripisujejo Lucasu de Heereju, ki se je preselil v Anglijo, na podlagi podobnosti pri postavitvi figur in mešanja alegorij z zgodovinskimi osebnostmi.

## V popularni kulturi
Ogromna replika slike se pojavi v graščini v 219. epizodi anime serije Detektiv Conan, čeprav z obrnjeno usmeritvijo.